# Шауб, Василий Васильевич
Васи́лий Васи́льевич Ша́уб (Вильге́льм Иога́нн Христиа́н Ша́уб) (нем. Wilhelm Johann Christian Schaub; 1861, Санкт-Петербург — 1934, Ленинград) — русский архитектор немецкого происхождения, сын и ученик Василия Ивановича Шауба; видный мастер петербургских модерна и неоклассицизма, также работавший в Москве, Саратове и Екатеринбурге. Академик архитектуры Императорской Академии художеств (с 1892).

## Биография
Родился в Санкт-Петербурге; сын академика архитектуры Василия Ивановича Шауба. Отец стал его первым наставником, сумевшим воспитать у юноши любовь к архитектуре. В 1875 году В. В. Шауб поступил в школу Святого Петра (реальное отделение). В 1880 году поступил в Императорскую Академию художеств на отделение архитектуры. За время обучения получил медали Академии: малая (1882) и большая (1883) серебряные, малая золотая (1884) за программу «проект мужского монастыря». В 1884 году окончил курс наук и удостоен звания классного художника 3-й степени за программу «проект здания минеральных вод»; в 1885 году — звание классного художника 1-й степени за программу «проект великокняжеского дворца»; в 1892 году — звание академика.
После окончания Академии художеств в 1885 году В. В. Шауб поступил на службу архитектором в страховое общество «Саламандра» где благодаря отцу сразу же начал получать заказы и часто работал вместе с ним.
Первая работа В. В. Шауба в Петербурге — перестройка корпуса мебельной фабрики Ф. А. Мельцера. Среди других ранних работ В. В. Шауба, решённых в формах эклектики, можно отметить:
- Особняк К. К. Шредера, Петроградская набережная, 32 (1888—1889);
- Церковь Святого апостола Петра в Лахте (1893—1894; совместно с В. И. Шаубом);
- Особняк М. Э. Бонштедта, 5-я линия Васильевского острова, 32 (1898);
- Доходный дом на 5-й линии Васильевского острова, 20 (1890—1891);
- Доходный дом на Стремянной улице, 13 (1895);

В. В. Шауб — один из первых проводников стиля модерн в Санкт-Петербурге. К работам в этом направлении можно отнести:
- Особняк А. Л. Франка, 21-я линия Васильевского острова, 8а (1898—1900);
- Особняк И. Е. Ритинга, Кронверкский проспект, 79/1 (1899);
- Доходный дом М. М. Горбова, Каменноостровский проспект, 20/10 (1901);
- Доходный дом А. М. Васильева (завершение строительства), Гатчинская улица, 11 (начат В. В. Корвиным-Круковским; 1901—1902);
- Лавка И. А. Алферова, Садовая улица, 23 (1903—1904);

- Каменноостровский проспект, 13, 16, 20 — ансамбль жилых домов на пересечении Каменноостровского проспекта и Ружейной улицы (улицы Мира) (нынешняя Австрийская площадь; 1901—1906);
- Доходные дома на Большом проспекте Васильевского острова, 46; улице Рылеева, 21 и 23; Гангутской улице, 16; улице Кропоткина, 19/8 (1904—1912).

Позднее использовал приёмы неоклассики, примерами чего могут служить:
- Доходный дом А. А. Антоновой со встроенным кинотеатром (включён существовавший дом). Большой проспект Петроградской стороны, 74 (1912—1913);
- Доходный дом акционерного общества «Архитектор». Малый проспект Петроградской стороны, 85 (Ординарная улица, 11). Завершён В. П. Голубиным. (1904—1912; реконструирован);
- Доходный дом. Переулок Талалихина, 3 (1913);
- Доходный дом. Набережная реки Фонтанки, 121 (1913—1914).

Два наиболее характерных московских памятника работы Шауба:
- Доходный дом персидского подданного Аджи-Мамед Усейн Ага Аминезарба, Старая Басманная улица, 15 корп. 1 (копия петербургского проекта архитектора К. Э. Макензена; 1902)
- Гостиница «Петергоф» на углу Воздвиженки и Моховой (1899—1901).

После Октябрьской революции 1917 года Шауб работал архитектором ряда промышленных предприятий. Архитектор строил по несколько зданий в год, всего им построено более 80 особняков, доходных домов, промышленных корпусов. До настоящего времени в Петербурге сохранилось около 70 спроектированных и построенных им зданий.
Скончался 25 сентября 1934 года в Ленинграде; похоронен в им же спроектированном семейном склепе на Смоленском лютеранском кладбище (уч. 80).

## Другие проекты
- Здание мебельной фабрики Ф. А. Мельцера (перестройка). Набережная Карповки, 27 (1884);
- Служебный флигель. Большой проспект Петроградской стороны, 71, двор (1886);
- Особняк В. Н. Яковенко (совместно с В. И. Шаубом). Большая аллея, 24 (1887);
- Здания сиротского приюта и реального училища принца П. Г. Ольденбургского. 12-я Красноармейская улица, 36 / Дровяная улица, 10. Жилой дом для служащих (левая часть) — 1887; расширение здания приюта (правая часть) — 1891, 1900; корпус попечительного совета (двор) — 1895; надстройка училища — 1896 (перестроены);
- Доходный дом и фабрика пуговиц «Бр. Бух». 5-я линия, 20 / Волжский переулок, 13 (1890—1891);
- Здание Женского института принцессы Т. Ольденбургской (перестройка). Каменноостровский проспект, 36 / Большой проспект Петроградской стороны, 73, левый корпус (1890-е);
- Петербургский речной яхт-клуб. Набережная Мартынова, 92 (1895—1896; не сохранился);
- Корпуса машиностроительного завода «Феникс». Свердловская набережная, 6 (1895—1899; перестроены);
- Доходный дом. Дегтярный переулок, 1, левая часть (1896—1897);
- Доходный дом. Средний проспект, 16 / 2-я линия, 39 (1897);
- Доходный дом (перестройка и расширение). Зверинская улица, 6 (1897);
- Здание общежития рабочих Невской бумагопрядильной мануфактуры. Улица Красного Текстильщика, 11, двор, левый корпус (1897);
- Производственное здание Г. Ф. Леппенберга. 11-я линия, 66 (1897—1898);
- Доходный дом (надстройка и расширение). 5-я Красноармейская улица, 6 (1897—1899);
- Доходный дом А. Я. Барышникова. Улица Марата, 31 (1897—1899; завершён А. А. Барышниковым)[5].
- Доходный дом (надстройка). Конная улица, 5 (1897—1901; начат В. В. Корвин-Круковским);
- Доходный дом Ф. И. Ротина (расширение). Красноградский переулок, 5, правая часть (1898);
- Доходный дом. Улица Лабутина, 12 / Прядильный переулок, 2 (1898—1900);
- Доходный дом Ф. И. Ротина (Вознесенская лечебница Ауслендера; перестройка). Вознесенский проспект, 27 / Красноградский переулок, 3 (1899);
- Производственное здание электротехнического завода фирмы «В. Савельев и К°». Набережная Обводного канала, 195 (1899—1900);
- Особняк К. Ф. Гербера. Улица Подковырова, 43а (1900; не сохранился);
- Доходный дом акционерного общества Г. Бертгольда. Гражданская улица, 13 (1900—1901; эскизный проект М. Мейдингера);
- Здание училища для детей иностранных исповеданий. Фонарный переулок, 4 / переулок Пирогова, 9 (1900—190);
- Доходный дом Голике. Тележная улица, 23 (1901)[6];
- Доходный дом. 11-я линия, 46 (1901—1902; начат Д. А. Шагиным);
- Здание хромолитографической фабрики фирмы «Веферс и К°». Улица Яблочкова, 8 (1901—1902, 1914);
- Доходный дом Б. Б. Глазова. Большой проспект Васильевского острова, 46 / 16-я линия, 13 (1904—1905);
- Производственные здания Охтинской бумагопрядильни (перестройка). Пискарёвский проспект, 3 (1900-е);
- Доходный дом. Улица Рылеева, 23 (1907);
- Доходный дом. 10-я Красноармейская улица, 14 (1908);
- Доходный дом. Средний проспект, 23 / 5-я линия Васильевского острова, 44 (1908);
- Доходный дом П. А. Изотова. 7-я линия, 32 (1909—1910);
- Доходный дом В. И. Денисова. Улица Рылеева, 21 / Гродненский переулок, 2 (1909—1910);
- Доходный дом С. Ф. Френкеля и Д. Е. Хавкина (перестройка). Разъезжая улица, 16—18 (1909—1910; совместно с В. М. Блохиным);
- Доходный дом акционерного общества «Строитель». Гангутская улица, 16 (1910);
- Доходный дом. 8-я Советская улица, 49 (1910—1911);
- Доходный дом. Кронверкская улица, 27 (1910—1911);
- Производственные здания Г. Арендта. Улица Профессора Попова, 21 (1910—1911);
- Доходный дом. Суворовский проспект, 38 (1911);
- Доходный дом. Троицкий проспект, 16 (1911);
- Доходный дом. Кондратьевский проспект, 32, правая часть / Минеральная улица, 2 (1911);
- Доходный дом. Кронверкский проспект, 27 (1911—1912; совместно с В. Ф. Ивановым);
- Доходные дома Э. Э. и Г. Э. Арнгольдов. 18-я линия, 21, 23 (1911—1912);
- Доходный дом. Набережная реки Фонтанки, 199 / Садовая улица, 128 (1911—1912);
- Доходный дом С. Ф. Френкеля. Улица Кропоткина, 19 / Саблинская улица, 8 (1911—1912);
- доходный дом С. Ф. Френкеля. Кронверкская улица, 15 (1912);
- Доходный дом. Курляндская улица, 8 (1912);
- Доходный дом (перестройка). Фурштатская улица, 56 (1912—1913);
- Доходный дом. Полозова улица, 11 (1913);
- Здание кинематографа «Пикадилли» (включён существовавший дом). Невский проспект, 60, двор (1913; совместно с Н. П. Степановым; перестроено);
- Доходный дом. Набережная реки Фонтанки, 121 / переулок Бойцова, 8 (1913—1914);
- Доходный дом. Малый проспект Петроградской стороны, 47 / Ораниенбаумская улица, 17 (1914);
- Доходный дом. Проспект Динамо, 6 (1914—1915; не сохранился);
- Двухзальный кинематограф (внутренняя перестройка жилого дома). Большой проспект Петроградской стороны, 42 (1915).

## Адреса
- Невский проспект, 22/24 — Главное немецкое училище Св. Петра Петришуле — учился с 1875 по 1879 год
- Кадетская линия, 29, В. О. — жил с 1890 по 1902 год
- Мещанская, ныне Гражданская, 13 — жил в середине 1900-х годов
- Улица Рылеева, 21 — жил в начале 1910-х годов
- Набережная реки Фонтанки, 121 — жил в конце 1910-х годов

## Семья
Жена Луиза Эмили, урождённая Гутбир (нем. Louise Emilie Gutbier, 1863—1942, Ленинград), дочь ювелира, члена церковного совета Анненкирхе.
Дети:
- Андрей Васильевич (1881—1937) — до 1917 года владелец медеплавильного завода в Санкт-Петербурге. После революции, первый раз арестован ГПУ в 1931 году в Иркутске. Позже работал помощником технического директора[10] «Завода № 4 имени Ворошилова» в Красноярске. Второй раз арестован 12 октября 1937 года в Красноярске, приговорён 29 октября 1937 года ВК ВС СССР к высшей мере наказания. Расстрелян 29 октября 1937 года в Красноярске. Реабилитирован 14 ноября 1956 года[11][12][13].
- Василий Васильевич (1890—1941) — пианист и педагог. Окончил Петроградскую консерваторию, преподавал в Ростовском педагогическом институте (музыкальный факультет) и в Ростовском музыкальном училище. Репрессирован в 1941 году[14][15].
- Анатолий Васильевич (1896—1942) — художник-оформитель, учился на архитектурном отделении Императорской Академии художеств. Участник Первой мировой войны[16]. В апреле 1926 года был арестован, приговорен к 5 годам ИТЛ, отбывал наказание в Соловецком лагере[17]. Умер в феврале 1942 года в блокадном Ленинграде[8].